# Вечаллє
Вечаллє (біл. Вечальле) — озеро в Білорусі, розташоване на теренах Ушацького району Вітебської області. Знаходиться за 1 км на південний схід від міста Ушачі.

## Відомості про озеро
Озеро знаходиться в басейні річки Крашанка. Площа Вечаллє становить 1,36 км². Максимальна глибина — 35,9 м. Довжина озера — 3,68 км, найбільша ширина — 0,48 км. Довжина берегової лінії — 8,2 км. Об'єм води в озері становить 25100000 м³, площа водозбору озера — 37,2 км².
Схили улоговини озера мають висоту 10-15 м, розорані. На південному сході висота схилів становила 2-4 м. Береги озера високі, на північному сході і південному заході на певних ділянках низькі.
Дно водойми коритоподібне. Ложе озера складається з 2 западин глибиною 33,4 і 35,9 м, які розділені між собою невисоким підняттям.
Рослинність займає 5% площі поверхні озера. Прибережна рослинність розширена до глибини 3 м, ширина прибережної Палами становить 5-30 м.
В озеро впадають 4 струмки, в тому числі струмок з озера Довжина. Витікає струмок в озеро Волчо.
Озеро Вечальле входить в курортну зону «Ушачі». Поблизу озера знаходиться санаторій «Лісові озера».